# ليو مالون
ليو مالون (بالإنجليزية: Lew Malone)‏ هو لاعب كرة قاعدة أمريكي، ولد في 13 مارس 1897 في بالتيمور في الولايات المتحدة، وتوفي في 17 فبراير 1972 في بروكلين في الولايات المتحدة.

## وصلات خارجية
- ليو مالون على موقعبيزبول رفرنس.كوم (الدوري الرئيسي) (الإنجليزية)
- ليو مالون على موقعبيزبول رفرنس.كوم (الدوري الثانوي) (الإنجليزية)